# TAG Systems
TAG Systems és una empresa d'Andorra la Vella dedicada a la fabricació i distribució de targetes de crèdit i dèbit. La producció es realitza a Andorra, Espanya, Polònia, Finlàndia, Noruega, Letònia i Colòmbia i es distribueixen a més de 40 països.
L'empresa és d'accionistes andorrans i noruecs i va iniciar l'activitat el 1999. Té certificació de MasterCard i Visa.